# Jón Magnússon

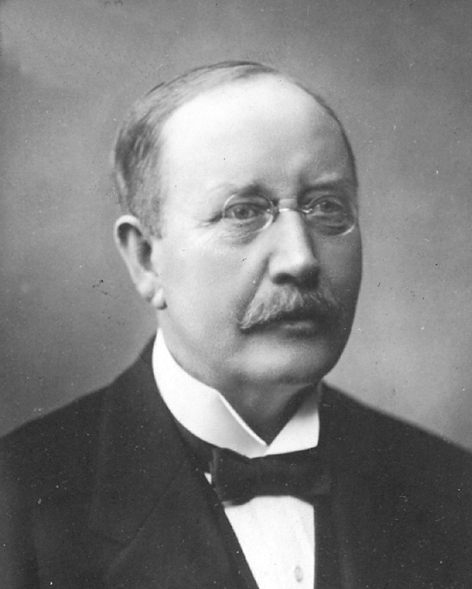
Jón Magnússon

Jón Magnússon (Aðaldalur, 16 januari 1859 - Neskaupstaður, 23 juni 1926) was een IJslands politicus. Hij was premier van IJsland gedurende twee ambtstermijnen. Gedurende zijn eerste termijn als premier, van 4 januari 1917 tot 7 maart 1922, was hij lid van de Zelfstandigheidspartij (Heimastjórnarflokkurinn). Daarna werd hij lid van de Conservatieve Partij van IJsland. Zijn tweede termijn als premier liep van 22 maart 1924 tot 23 juni 1926. Tegelijkertijd met zijn premierschap was hij minister van justitie. 
Hij was getrouwd met Þóra Jónsdóttir.